# フリット＝フラック
『フリット＝フラック』（原題 仏: Frritt-Flacc ）は、1884年に刊行されたジュール・ヴェルヌの短編小説。

## 概要
幻想的な短篇で、『フィガロ・イリュストレ』（Le Figaro illustré）誌に掲載され、修正後に『くじ引き券』に収録された。

## あらすじ
ある嵐の夜、貧乏人を相手にしないトリフュルガス医師に、貧しい娘が父のために診察を頼みに来るが、医師は追い返す。次に妻が来て、さらに3回目には母親が診察を頼みに来る。

## 登場人物
- トリフュルガス医師 (Docteur Trifulgas) - リュクトロップの町に住む、貧乏人には治療を施さず、金持ちの患者しか相手にしない主義の医者。

## 邦訳
椎名建仁・石橋正孝訳「ごごお、ざざあ」（「水声通信」no.27（2008年11/12月号）特集：ジュール・ヴェルヌ